# 小行星4678
小行星4678（英語：4678 Ninian）是一颗围绕太阳公转的小行星。1990年9月24日，罗伯特·H·麦克诺特在赛丁泉山发现了此天体。
这颗小行星的绝对星等为322.9406895376151等。